# 湾头镇
湾头镇，是中华人民共和国江苏省扬州市广陵区下辖的一个乡镇级行政单位。

## 行政区划
湾头镇下辖以下地区：
茱萸湾社区、壁虎坝社区、夏桥村、万福村、联合村、沙联村、田庄村和二桥村。